# Hylophilus viridiflavus
El verdillo verdiamarillo o verdillo panameño (Hylophilus viridiflavus) es una especie —o el grupo de  subespecies Hylophilus flavipes viridiflavus/xuthus, dependiendo de la clasificación considerada— de ave paseriforme de la familia Vireonidae perteneciente al  género Hylophilus. Es nativo del este de América Central.

## Distribución y hábitat
Se distribuye por el suroeste de Costa Rica y oeste de Panamá, incluyendo la isla Coiba.
Esta especie es bastante común en su hábitat natural: las selvas húmedas y matorrales tropicales, hasta los 1200 m de altitud.

## Sistemática

### Descripción original
La especie H. viridiflavus fue descrita por primera vez por el ornitólogo estadounidense George Newbold Lawrence en 1861 bajo mismo nombre científico; su localidad tipo es: «Ferrocarril de Panamá; pendiente del Atlántico, Zona del Canal, Panamá.»

### Etimología
El nombre genérico masculino Hylophilus se compone de las palabras del griego «hulē»: ‘bosque’, y «philos»: ‘amante’; y el nombre de la especie «viridiflavus» se compone de las palabras del latín «viridis»: ‘verde’, y «flavus»: ‘amarillo’.

### Taxonomía
La presente especie es tradicionalmente tratada como un grupo de subespecies de Hylophilus flavipes, sin embargo, las clasificaciones Birdlife International y Aves del Mundo la consideran una especie separada, con base en las partes inferiores de color amarillo más oscuro y más vivo, las partes superiores más verdes, menos pardas, y diferencias de vocalización.

### Subespecies
Se reconocen dos subespecies, con su correspondiente distribución geográfica:
- Hylophilus viridiflavus viridiflavus Lawrence, 1861 - suroeste de Costa Rica y Panamá (costa caribeña alrededor de la Zona de Canal, costa del Pacífico al este hasta el bajo río Bayano).
- Hylophilus viridiflavus xuthus Wetmore, 1957 - isla Coiba, litoral suroeste de Panamá.